# 石橋甫
石橋 甫（いしばし はじめ、文久2年7月2日（1862年7月28日） - 昭和17年（1942年）1月11日）は、日本の海軍軍人。日清戦争では初代連合艦隊旗艦「松島」航海長、日露戦争開戦時は防護巡洋艦「高砂」の艦長、高砂の触雷・沈没後は仮装巡洋艦「亜米利加丸」の艦長。最終階級は海軍中将。従三位勲二等功四級。石川県金沢市瓢箪町出身。海軍随一の航海長であった。

## 年譜
※日付は明治5年まで旧暦
- 文久2年（1862年）7月2日　- 加賀藩御算用者で切米40俵の石橋良蔵の六男として金澤城下岩根町に生まれる
- 明治12年（1879年）7月19日　- 海軍兵学校（10期）入校
- 明治15年（1882年）9月13日　- 「龍驤」乗組
- 明治16年（1883年）
  - 10月15日　- 海軍兵学校卒業（海軍少尉補）
  - 11月21日　- 「龍驤」乗組
- 明治17年（1884年）2月18日　- 「扶桑」乗組
- 明治18年（1885年）4月7日　- 海軍少尉
- 明治19年（1886年）12月28日　- 海兵運用術教授心得兼生徒分隊士心得
- 明治20年（1887年）3月4日　- 水路部測量士心得
- 明治21年（1888年）
  - 1月16日　- 「高千穂」分隊士
  - 4月 9日　- 「浪速」航海士
  - 9月12日　- 「清輝」航海長心得
- 明治22年（1889年）
  - 1月24日　- 「富士山」航海長心得兼教官心得
  - 5月15日　- 「館山」航海長心得
  - 8月28日　- 海軍大尉
  - 8月29日　- 「館山」航海長
- 明治23年（1890年）
  - 3月22日　- 海兵航海術教官兼「天龍」航海長
  - 9月12日　- 海兵航海術教官
  - 9月24日　- 海兵航海術教官兼生徒分隊
  - 10月20日　- 海兵航海術教官兼生徒分隊長兼監事
- 明治25年（1892年）5月30日　- 「金剛」航海長
- 明治26年（1893年）11月24日　- 「松島」航海長
- 明治28年（1895年）8月27日　- 「松島」航海長兼分隊長
- 明治29年（1896年）4月20日　- 「松島」航海長
- 明治30年（1897年）
  - 2月18日　- 「鎮遠」航海長
  - 6月23日　- 「高砂」回航委員（英国出張）
  - 12月1日　- 海軍少佐
  - 12月10日　- 「高砂」航海長
- 明治31年（1898年）
  - 8月14日　- 帰着
  - 10月1日　- 海軍中佐・「富士」航海長
  - 12月19日　- 常備艦隊航海長
- 明治32年（1899年）
  - 2月1日　- 常備艦隊航海長兼「富士」航海長
  - 6月19日　- 常備艦隊航海長兼「八島」航海長
  - 7月6日　- 「八島」航海長
  - 9月26日　- 佐世保鎮守府副官
  - 12月11日　- 海軍省軍務局軍事課課僚
- 明治33年（1900年）5月19日　- 人事局局員
- 明治35年（1902年）
  - 4月22日　- 「初瀬」副長
  - 11月1日　- 「愛宕」艦長
- 明治36年（1903年）
  - 6月22日　- 「高雄」艦長
  - 7月7日　- 「高砂」艦長心得
- 明治37年（1904年）
  - 1月17日　- 海軍大佐・「高砂」艦長
  - 12月23日　- 呉鎮守府附
- 明治38年（1905年）
  - 1月12日　- 「亜米利加丸」艦長
  - 7月24日　- 佐世保鎮守府附
  - 8月12日　- 「姉川丸」艦長
  - 11月21日　- 「橋立」艦長
- 明治39年（1906年）
  - 8月30日　- 「吾妻」艦長
  - 12月24日　- 江田島海軍兵学校教頭兼監事長
- 明治41年（1908年）5月15日　- 「石見」艦長
- 明治42年（1909年）
  - 1月25日　- 「富士」艦長
  - 4月1日　- 待命
  - 6月5日　- 艦政本部第二部長
- 明治43年（1910年）
  - 6月22日　- 東京商船学校長
  - 7月16日　- 海軍少将
- 大正3年（1914年）12月1日　- 海軍中将・予備役[2]
- 大正7年（1918年）7月2日　- 後備役[3]
- 大正12年（1923年）
  - 3月10日　- 辞東京商船学校長
  - 7月 2日　- 退役
- 昭和17年（1942年）1月11日　- 歿 (79)。墓所は青山霊園。

## 栄典
位階
- 1886年（明治19年）7月8日 - 正八位[4]
- 1891年（明治24年）12月16日 - 従七位[5]
- 1897年（明治30年）3月1日 - 従六位[6]
- 1898年（明治31年）10月31日 - 正六位[7]
- 1903年（明治36年）12月25日 - 従五位[8]
- 1909年（明治42年）3月1日 - 正五位[9]

勲章等
- 1895年（明治28年）11月18日 - 勲六等瑞宝章・功五級金鵄勲章[10]・明治二十七八年従軍記章[11]
- 1899年（明治32年）11月10日 - 勲五等瑞宝章[12]
- 1902年（明治35年）5月10日 - 明治三十三年従軍記章[13]
- 1904年（明治37年）5月27日 - 勲四等瑞宝章[14]
- 1906年（明治39年）4月1日 - 功四級金鵄勲章・勲三等旭日中綬章・明治三十七八年従軍記章[15]
- 1916年（大正5年）7月29日 - 勲二等瑞宝章[16]
- 1940年（昭和15年）8月15日 - 紀元二千六百年祝典記念章[17]